# جوزيبي بيانكي (سياسي)
جوزيبي بيانكي (بالإيطالية: Giuseppe Bianchi)‏ هو مهندس وسياسي إيطالي، ولد في 26 أغسطس 1888 في إيمولا في إيطاليا، وتوفي في 20 يوليو 1969 في ميلانو في إيطاليا.